# Leukocyty
Leukocyty, krwinki białe – elementy morfotyczne krwi. Są niemal bezbarwne i mniej liczne od erytrocytów, posiadają zdolność ruchu. Żyją od kilku dni (granulocyty) nawet do 20 lat (limfocyty B pamięci immunologicznej). Ich zadaniem jest ochrona organizmu przed patogenami, takimi jak wirusy i bakterie. Wszystkie leukocyty wykazują ekspresję cząsteczki CD45.

## Podstawowe cechy leukocytów
- ich liczba waha się od 4×109 do 10×109 w litrze krwi (podając inaczej: 4–10 tys./mm³ lub 4–10 G/L)
- są większe od krwinek czerwonych
- w ich komórkach występuje jądro (mają swój własny metabolizm i możliwość podziału)
- u dużej części krwinek białych (granulocyty) w cytoplazmie występuje charakterystyczna ziarnistość (są to np. lizosomy, które zawierają enzymy)

Leukocyty są podstawowym elementem układu odpornościowego.
Ich funkcja odpornościowa jest realizowana przez:
- fagocytozę (pochłanianie, trawienie komórek drobnoustrojów oraz martwych krwinek czerwonych przez część krwinek białych)
- odporność swoistą (produkcja przeciwciał oraz reakcja limfocytów T)
- degranulację i produkcję rodników

Leukocyty dzielą się na:
- agranulocyty – w skład których wchodzą:
  - limfocyty
  - monocyty
- granulocyty – w skład których wchodzą:
  - neutrofile
  - eozynofile
  - bazofile

| Typ       | Zdjęcia | Schemat | Udział % we wszystkich leukocytach | Opis |
| --------- | ------- | ------- | ---------------------------------- | --- |
| Neutrofil |         |         | 54–62%                             | Neutrofile (granulocyty obojętnochłonne) zapewniają ochronę przed drobnoustrojami na drodze fagocytozy, są wytwarzane intensywnie podczas stanów zapalnych. Posiadają jądra podzielone na segmenty (2-5). Poruszają się ruchem pełzakowatym. Są odpowiedzialne za wytwarzanie ropy. Żyją 2–4 dni, umierają od zatrucia bakteriami. |
| Eozynofil |         |         | 1–6%                               | Eozynofile (granulocyty kwasochłonne) są odpowiedzialne za niszczenie obcych białek np. alergenów. Są intensywnie wytwarzane podczas zarażenia pasożytem. Poruszają się ruchem pełzakowatym i fagocytują. Są odpowiedzialne za niszczenie larw i jaj pasożytów. Mają jądro okularowe. Eozynofile regulują procesy alergiczne – powodują, że alergia jest łagodniejsza.                                                                 |
| Bazofil   |         |         | <1%                                | Bazofile (granulocyty zasadochłonne) posiadają zdolności do fagocytozy (mniejszą niż neutrofile). Nie poruszają się ruchem pełzakowatym. Produkują interleukinę 4, która pobudza limfocyty B oraz heparynę i serotoninę. |
| Limfocyt  |         |         | 25–33%                             | Limfocyty należą do agranulocytów. Mają kuliste jądra i okrągły kształt. Dzielą się na: - Limfocyty B – dojrzewają w węzłach chłonnych lub grudkach limfatycznych - Limfocyty T: - Limfocyty Th – powodują odpowiedź immunologiczną organizmu - Limfocyty Tc – są odpowiedzialne za niszczenie komórek zainfekowanych wirusami - Limfocyty Treg – powodują zmniejszenie reakcji odpornościowej organizmu. Ich niedobór wzmaga alergię. |
| Monocyt   |         |         | 2–10%                              | Monocyty są największymi z leukocytów. Posiadają duże jądro oraz wytwarzają interferon. Monocyty mają dużą zdolność do fagocytozy. Gdy dojrzeją przekształcają się w makrofagi. |
| Makrofag  |         |         | –                                  | Są to dojrzałe monocyty, które przedostały się poza światło naczynia. |

## Różnice w budowie i funkcjach pomiędzy agranulocytami a granulocytami
Granulocyty posiadają między innymi swoiste ziarnistości w cytoplazmie oraz płatowate jądro. Dzielą się na trzy podgrupy:
- neutrofile (granulocyty obojętnochłonne) – do 63,3% wszystkich krwinek białych
- bazofile (granulocyty zasadochłonne) ok. 0,5% wszystkich krwinek białych
- eozynofile (granulocyty kwasochłonne) do 3% wszystkich krwinek białych

Agranulocyty cechuje natomiast brak ziarnistości w cytoplazmie, pojedyncze, zwykle kuliste albo nerkowate jądro oraz lekko zasadochłonna cytoplazma. W tej grupie krwinek wyróżnia się:
- limfocyty 23-30% wszystkich krwinek białych
- monocyty do 6% wszystkich krwinek białych

Krwinki białe różnią się wyglądem i pełnioną funkcją. Granulocyty biorą udział w reakcjach alergicznych i wspomagają limfocyty w niszczeniu ciał obcych. Jest ich najwięcej, stanowią ok. 70% wszystkich leukocytów. Monocyty niszczą bakterie przez fagocytozę. Gdy monocyty są umiejscowione w tkankach, nazywane są makrofagami. Nadawane są im specyficzne nazwy ze względu na umiejscowienie, np. w węzłach chłonnych tworzą, tzw. komórki wyściełające zatoki. Stanowią najmniejszą grupę leukocytów. Limfocyty występują w dwóch postaciach, jako limfocyty B (funkcjonują w ramach odpowiedzi humoralnej) i limfocyty T (funkcjonują w ramach odpowiedzi komórkowej) i mają za zadanie wytwarzać przeciwciała (immunoglobuliny), które są obronną reakcją organizmu na obecność obcych antygenów, przy czym komórki B w reakcjach immunologicznych potrzebują pomocy specyficznych limfocytów (komórek) T – Th (od T helper),
tzw. limfocytów pomocniczych. Istnieją także inne limfocyty, których działanie polega na regulacji pracy komórek B. Komórki NK (natural killers – naturalni zabójcy) to specyficzne limfocyty, których nazwa pochodzi od pełnionej funkcji, tj. niszczenia komórek nowotworowych i ciał wirusów. Ich działanie polega na niszczeniu błony komórkowej i uwalnianiu jej treści, która później jest fagocytowana. Krwinki białe produkowane są w szpiku kostnym, węzłach chłonnych, grasicy i śledzionie.

## Normy
Liczba leukocytów we krwi krążącej (do badania pobiera się krew żylną) jest zmienna w szerokich granicach i zależy od bardzo wielu czynników zarówno fizjologicznych jak i chorobowych.
Normy liczby leukocytów we krwi dorosłego człowieka: 4000-10000 leukocytów/mm³.
Zmniejszona liczba leukocytów we krwi określana jest terminem leukopenia, natomiast zwiększona hiperleukocytoza lub potocznie leukocytoza.